# Yllenus pseudobajan
Yllenus pseudobajan là một loài nhện trong họ Salticidae.
Loài này thuộc chi Yllenus. Yllenus pseudobajan được Dmitri Viktorovich Logunov & Yuri M. Marusik miêu tả năm 2003.